# Viktoriya Agalakova
Viktoriya Andreevna Agalakova (en ruso: Виктория АндреевнаАгалакова; 30 de agosto de 1996) es una actriz rusa, reconocida por interpretar a Nastya en la película de terror de 2017 The Bride, a Polina en el filme de 2018 Mermaid: The Lake of the Dead y a Natashia en el largometraje Cosmoball de 2020.

## Biografía

### Primeros años
Agalakova nació el 30 de agosto de 1996 en San Petersburgo, Rusia, hija de padres originarios de Öskemen, en Kazajistán. A los seis años su madre la inscribió en el Saint Petersburg Music Hall. A los 14 años inició en el teatro y en la comedia musical en su ciudad natal.

### Carrera
Su primer papel ocurrió en una película histórica titulada Harmony is the City of Happiness, cuando apenas tenía doce años. Sin embargo, el filme nunca llegó a estrenarse. Más adelante interpretó el papel principal de Nastya en la película de terror de 2017 The Bride, y un año después actuó nuevamente en una producción de terror como Marina en Mermaid: The Lake of the Dead. También en 2018 interpretó el papel de Yulia Granovskaya en la serie de televisión ucraniana Sledy v proshloe.
En 2020, Agalakova protagonizó en el papel de Polina la serie de Netflix To the Lake y el de Natasha, la capitana de un equipo de fútbol intergaláctico, en el largometraje Cosmoball.

## Filmografía

### Cine
| Año  | Título internacional          | Papel     |
| ---- | ----------------------------- | --------- |
| 2011 | Rasputin                      | Anastasia |
| 2017 | The Bride                     | Nastya    |
| 2018 | The Big Game                  | Marussia  |
| 2018 | Mermaid: The Lake of the Dead | Marina    |
| 2020 | Cosmoball                     | Natasha   |

### Televisión
| Año  | Título internacional       | Papel               | Notas            |
| ---- | -------------------------- | ------------------- | ---------------- |
| 2010 | Goodbye Makarov!           | Nastya              | 1 episodio       |
| 2010 | The Colour of Flame        | Rita                | 1 episodio       |
| 2010 | House by the Big River     | Sonya               | 1 episodio       |
| 2010 | The Interrogator           |                     | 1 episodio       |
| 2010 | Breathe with Me            | Dasha               | 1 episodio       |
| 2011 | Reportazh sudby            | Katya               | Telefilme        |
| 2011 | Schastlivchik Pashka       | Ira                 | 1 episodio       |
| 2011 | Breathe with Me 2          | Dasha               | 1 episodio       |
| 2013 | Patrol. Vasilyevsky Island | Marina              | 1 episodio       |
| 2014 | Biryuk                     | Zhenya Sheveleva    | 1 episodio       |
| 2014 | Cradle over the Abyss      | Nastya Kholmogorova | 1 episodio       |
| 2015 | Chuzhoe gnezdo             | Liza Makridina      | 1 episodio       |
| 2015 | Catherine the Great        | Dama de honor       | 12 episodios     |
| 2015 | Such Work                  | Nadezhda Kirillova  | 1 episodio       |
| 2015 | The Past can Wait          | Asta                | 1 episodio       |
| 2015 | The Plague                 | Lana                | 1 episodio       |
| 2016 | Ask the Autumn             | Milk Podolskaya     | 1 episodio       |
| 2017 | The Bait for the Angel     | Irena               | 16 episodios     |
| 2017 | The Wish-List              | Lisa Titova         | 1 episodio       |
| 2018 | Traces of the Past         | Yulia Granovskaya   | Papel recurrente |
| 2019 | To the Lake                | Polina              | 8 episodios      |